# Pázmándy István
Pázmándy István, családneve Pázmándi formában is (Budapest VI. kerülete, 1898. február 21. – Budapest II. kerülete, 1975. május 29.) magyar építész.

## Élete
Elsősorban a két világháború közötti időben tervezett köz- és magánépületeket. Részt vett az 1936-os „Alkalmazhatók-e a dunántúli magyar népies építészet elemei a balatonmenti nyaralók korszerű meg-tervezésénél?” című építészeti esszépályázaton, ahol írását 100 pengőért megvásárolták.
Az 1940-es évek végén bekapcsolódott az állami tervező- és kivitelező vállalatok munkáiba.
1954-ben Ybl Miklós-díjjal ismerték el munkásságát.
A Budapesti Műszaki Egyetemen adjunktusi beosztásban dolgozott.
Ismertek tőle egyéb rajzos alkotások, például kopjafatervek.

## Ismert épületei és építményei
- 1927–1928: Szent László Katolikus Gimnázium és Technikum, Kisvárda, Flórián tér 3.[11]
- 1933–1934: Martinkertvárosi katolikus templom, Miskolc, Martin Károly utca 5.[12]
- 1937: Hősök Kapuja és Hősök Terme, Veszprém, Vár u.[13][14][15]
- 1938: Rumi Rajki István: Szent Márton megkereszteli édesanyját szobrának építészeti kiképzése, Szombathely, Szent Márton utca 40.[16]
- 1941: Szent László templom, Pétfürdő, Fazekas Mihály u. 3. (Paál Ferenccel közös munka)[17]
- 1942–1944: Jézus szíve templom, Dunakeszi, Mindszenty József sétány 3.[9]
- 1943–1944: Szent László Katolikus Gimnázium és Technikum: második emeletet felhúzása, az épület oldalirányú bővítése és a tornaterem megépítése, Kisvárda, Flórián tér 3.[11]
- 1940-es évek: a Szent Rókus-kápolna új főoltára, Budapest, Gyulai Pál u. 2.[18]
- ?: a Rudas gyógyfürdő íves lezárórésze, Budapest, Döbrentei tér 9.[19]

1937–1938-ban részt vett Wälder Gyula mellett a Budai ciszterci Szent Imre-templom (Budapest, Villányi út 25.) tervezésében, és a Budai Ciszterci Szent Imre Gimnázium tervének előkészítésében is.

## Képtár

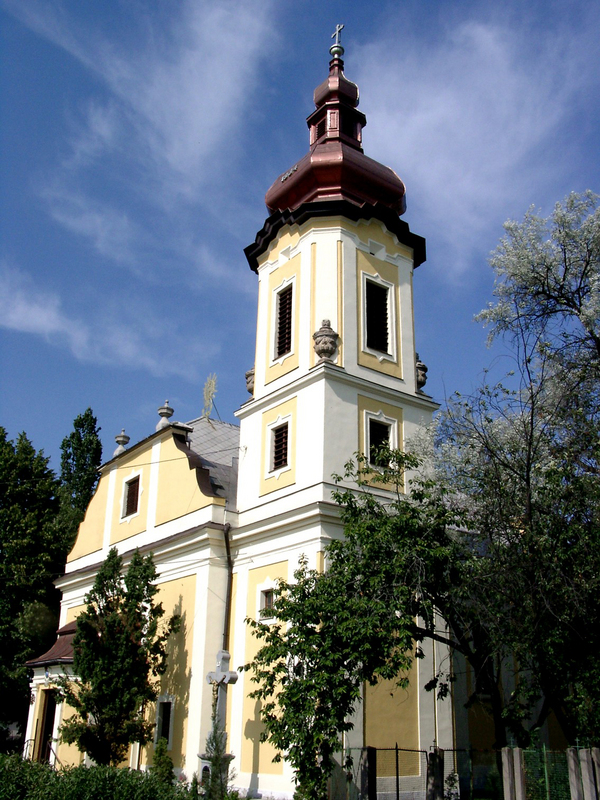
Martinkertvárosi katolikus templom, Miskolc
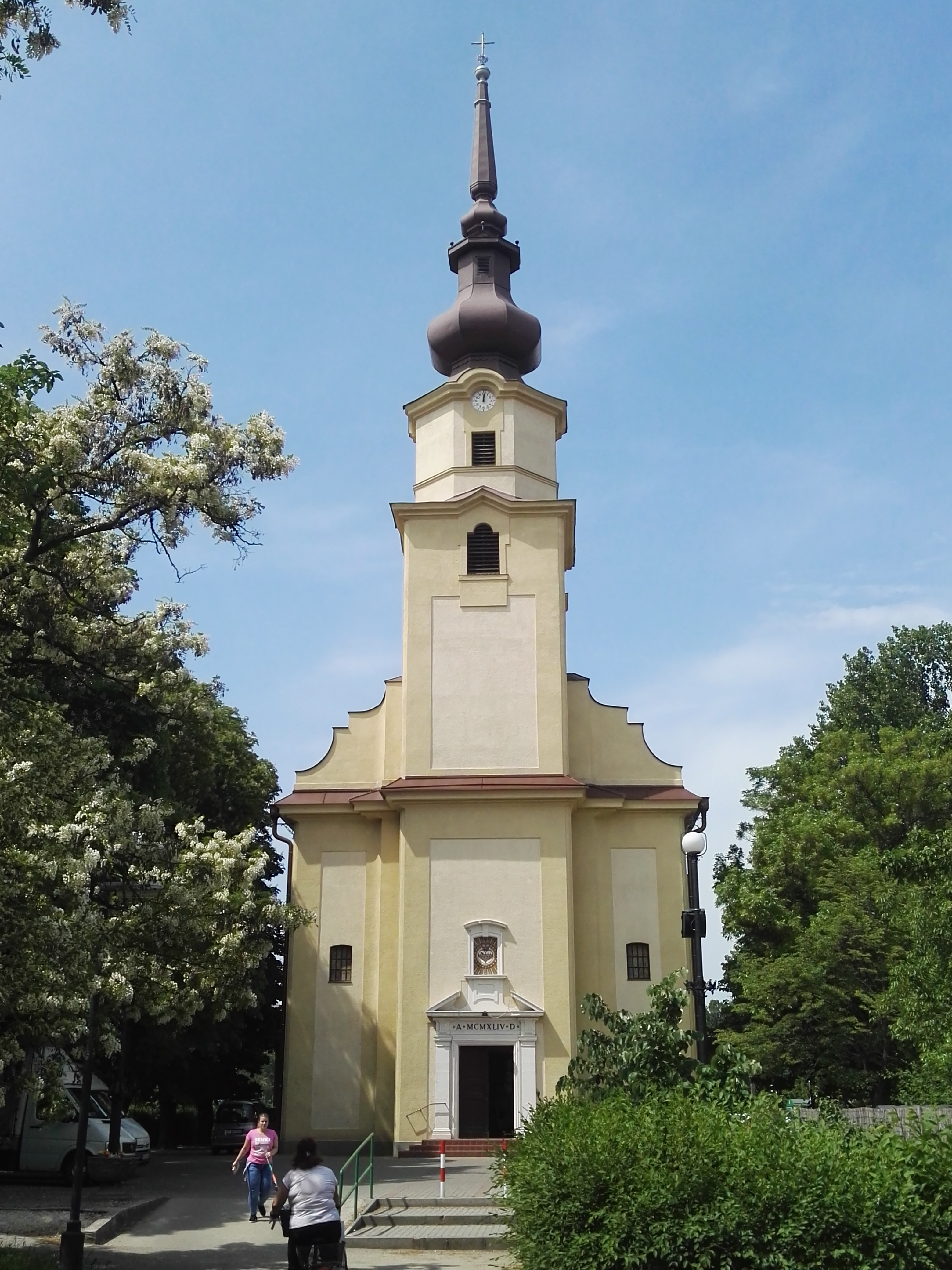
Jézus szíve templom, Dunakeszi
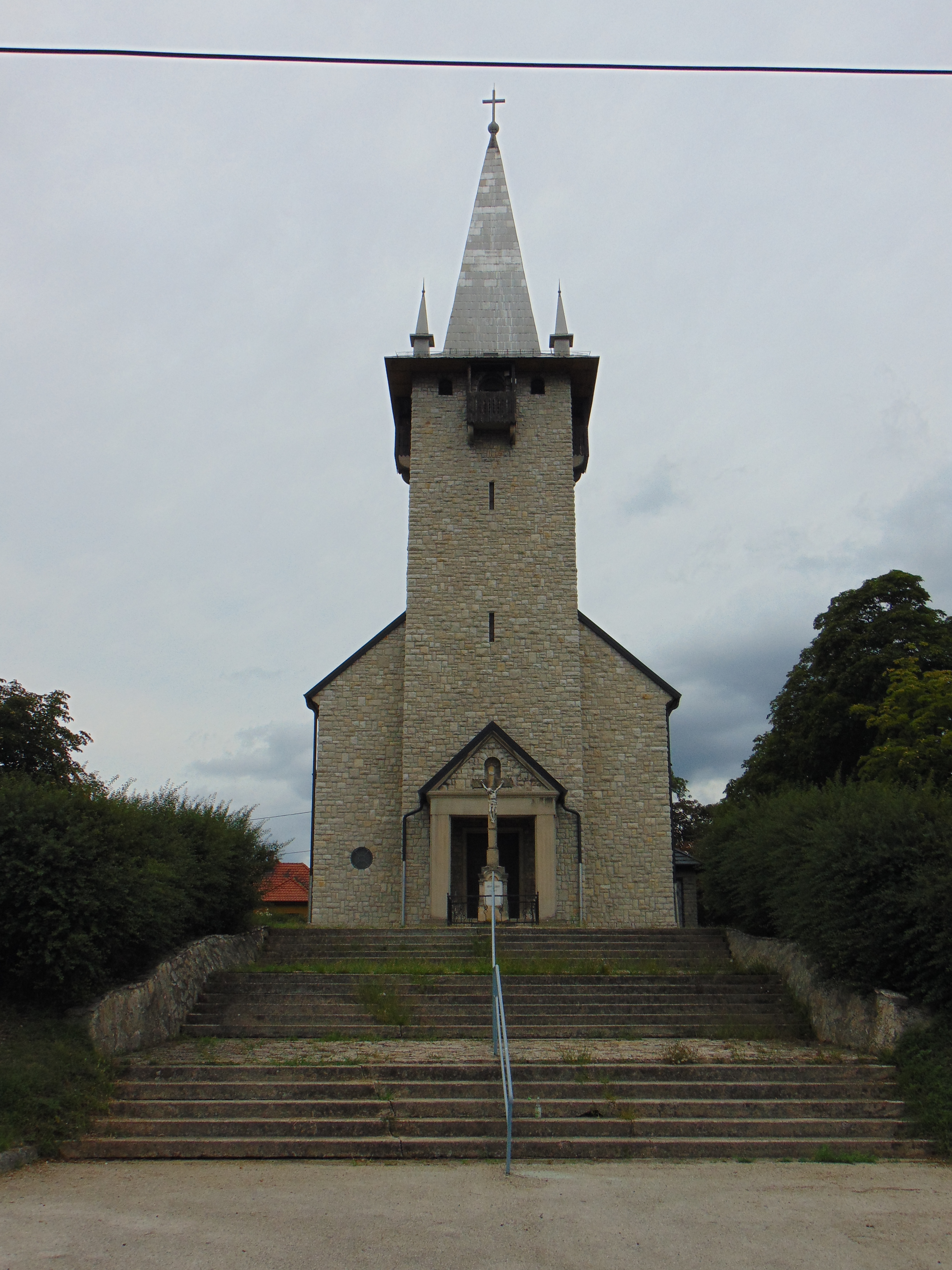
Szent László templom, Pétfürdő
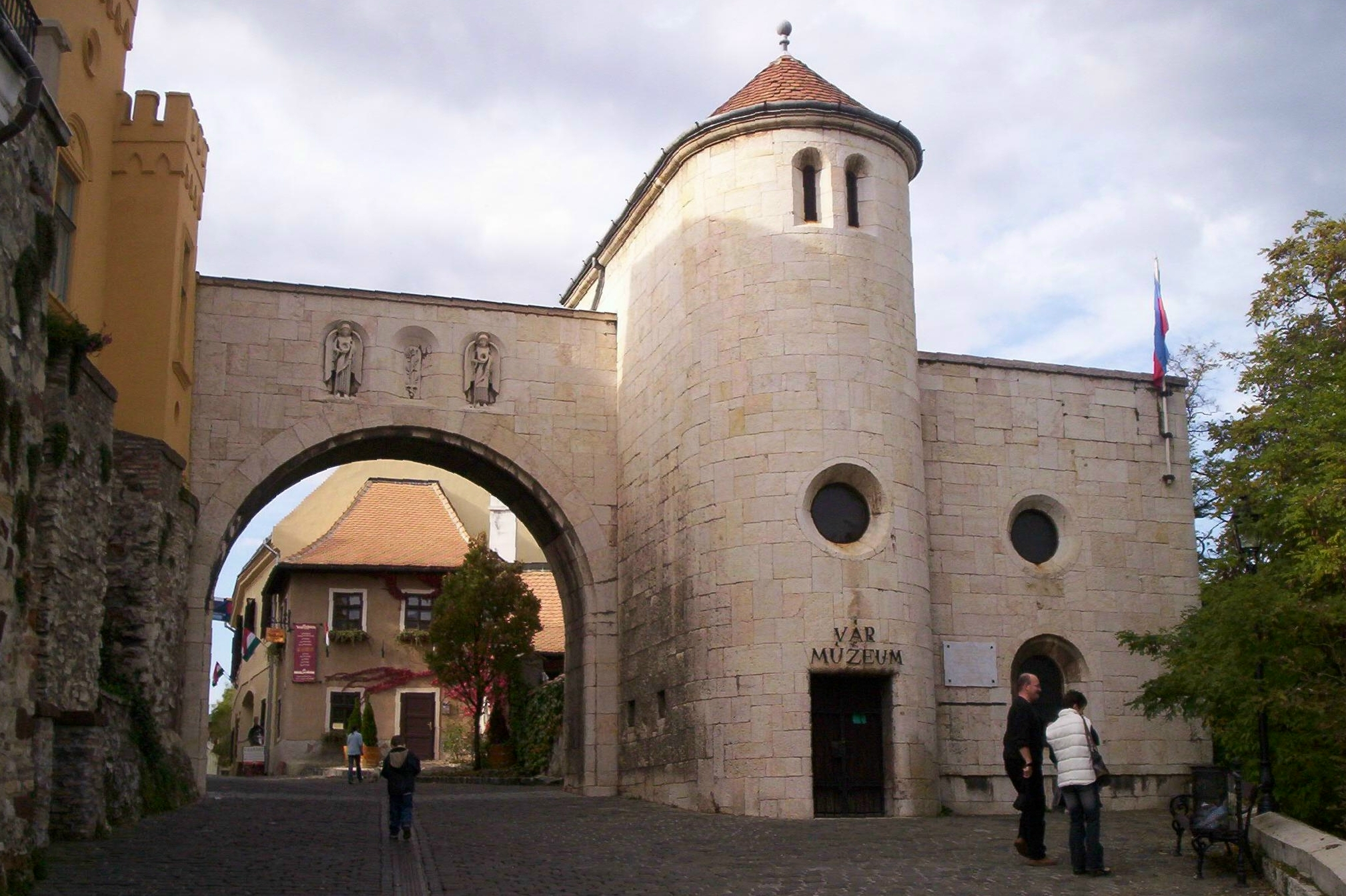
Hősök kapuja, Veszprém

## Egyéb irodalom
- Balassa László – Kralovánszky Alán: Veszprém, Panoráma Könyvkiadó, Debrecen, 1983, ISBN 963-243-226-6 (Panoráma magyar városok-sorozat)
- Szakáll Lászlóné ‒ Kerekes Dóra: A dunakeszi Jézus Szíve-templom története. 75 éves a dunakeszi Jézus Szíve-templom. Dunakeszi Város Önkormányzata‒Dunakeszi-Gyártelep Plébánia Egyházközsége, Dunakeszi, 2019, ISBN 978-615-00-5215-1